# François Aplogan
Pour les articles homonymes, voir Aplogan.
François Aplogan, né le 4 octobre 1917, à Allada, au Dahomey (actuel Bénin) et mort le 8 avril 1983, à Paris, en France, est un fonctionnaire et homme politique béninois.

## Biographie

### Jeunesse et études
Issu d'une lignée princière, François Aplogan naît le 4 octobre 1917 à Allada au Dahomey. Il commence ses études élémentaires dans sa ville natale jusqu'en 1929 puis à l'école primaire de Cotonou. Il entre en 1931 à l'École primaire supérieure Victor-Ballot à Porto-Novo et intègre ensuite l'École normale William-Ponty de Gorée au Sénégal en 1934.
Au sein de cette école, sous l'impulsion du directeur, Charles Béart, il découvre le théâtre. Il joue en 1936 dans une pièce intitulée Retour aux fétiches délaissés,, au côté d'autres élèves dahoméens, notamment Hubert Maga, Émile Derlin Zinsou, Adrien Degbey et Antoine Boya, futures figures politiques de leur pays. 
En 1937, il obtient son diplôme, option administrative.

### Carrière professionnelle et politique
Au sortir de ses études, il s'engage dans l'armée et y demeure pendant cinq ans. En 1942, il entre dans la fonction publique au Niger en tant que commis expéditionnaire. Il occupe divers postes administratifs subalternes jusqu'à l'africanisation de l'administration. Il est alors envoyé à Paris afin de suivre une formation supérieure, à l'École nationale de la France d'outre-mer dont il sort diplômé.
De retour dans son pays, il est successivement agent spécial, chef de section à l'administration centrale des finances, chef de bureau des finances de la subdivision administrative de Boukombé et ordonnateur-délégué du budget général. Il devient directeur des finances du Dahomey de 1957 à 1958.
Hubert Maga, porté à la tête de l'État en tant que Premier ministre le 22 mai 1959, le fait entrer dans son premier gouvernement, le 2 juin, comme secrétaire d'État aux finances,. Lors du remaniement ministériel du 1er janvier 1960, il est nommé ministre des Finances.
Fin octobre 1960, le Dahomey traverse une période semée de fortes tensions sociales avec des grèves et des manifestations, symptôme du mécontentement populaire à l'égard du pouvoir en place. Le pays, à ce moment-là, est porté par le tripartisme avec l'Union démocratique dahoméenne (UDD) de Justin Ahomadegbé, le Parti des nationalistes dahoméens (PND) de Sourou Migan Apithy et le Rassemblement démocratique dahoméen (RDD) d'Hubert Maga. Justin Ahomadegbé, au nom de l'UDD, profite de l'actualité pour déposer, le 2 novembre, une motion de censure contre le gouvernement, auquel participe pourtant cinq de membres de son parti, dont François Aplogan, espérant former une alliance avec le PND et contrer le RDD. Mais la tentative de déstabilisation se solde par un échec et les cinq ministres de l'UDD démissionnent le jour même de leur poste,. François Aplogan est substitué dans la foulée par Sourou Migan Apithy.
François Aplogan retourne au sein de la fonction publique et le 6 janvier 1961, alors administrateur des Affaires étrangères, il est mis à la disposition du ministère du Commerce, de l'Économie et du Tourisme. Il est nommé, le 29 septembre 1962, commissaire général au Plan et chargé d'animer et de coordonner les services du ministère du Développement et du Plan.
Le 28 octobre 1963, le colonel Christophe Soglo, chef d'état-major de l'armée dahoméenne, pour prévenir d'une guerre civile à venir, s'empare du pouvoir, dissout le gouvernement en place ainsi que l'Assemblée nationale et forme un régime de transition. Si dans un premier temps, François Aplogan, toujours commissaire général au Plan, est nommé, le 23 novembre, administrateur au Conseil d'administration de la Banque centrale des États de l'Afrique de l'Ouest, pour représenter le Dahomey, en remplacement de Bertin Borna, ministre sortant des Finances et des Affaires économiques, il intègre le gouvernement provisoire, le 14 décembre, en devenant ministre délégué au Plan. Il est sous la tutelle de Sourou Migan Apithy, ministre d'État chargé des Finances, des Affaires économiques, du Plan, de l'Agriculture et de la Coopération.
Christophe Soglo rend le pouvoir aux civils en janvier 1964 et Sourou Migan Apithy devient président de la République. Dans son gouvernement, il place François Aplogan à la tête des ministères des Finances, des Affaires économiques et au Plan le 25 janvier 1964,. Et c'est à ce titre que François Aplogan est nommé, le 27 mars 1964, gouverneur au Fonds monétaire international, à la Banque internationale pour la reconstruction et le développement, à l'Association internationale de développement et le 16 octobre 1964, à la Banque africaine de développement. Lors du remaniement ministériel du 27 septembre 1965, il demeure ministre des Finances et des Affaires économiques mais perd le portefeuille du Plan qui revient à Justin Ahomadegbé,.
Des désaccords irréconciliables entre le Président et son Vice-président poussent Sourou Migan Apithy, le 27 novembre 1965, puis Justin Ahomadegbé, deux jours plus tard, à donner leur démission. Tahirou Congacou, président de l'Assemblée nationale, prend alors les rênes du pays à partir du 29 novembre et forme un gouvernement restreint, composé de cinq membres. François Aplogan est remplacé dans sa fonction le 1er décembre par Antoine Boya, nommé secrétaire d'État aux Finances, à l'Économie, au Développement rural et à la Coopération.
Christophe Soglo, promu général redevient président de la République, à la suite d'un nouveau coup d'État le 22 décembre 1965. Il nomme François Aplogan le 30 avril 1966 inspecteur des affaires administratives mais revient sur sa décision et lui retire sa promotion le 30 août 1966.
Exclu du pouvoir et en disgrâce, François Aplogan erre au sein de l'administration. Il finit par partir en exil en France en 1967, où il travaille pour la Société d'études de travaux et de gestion, en tant que directeur chargé de la coordination et du contrôle de gestion des filiales étrangères, et plus particulièrement pour les affaires africaines,.
Revenu au pouvoir en mai 1970, Hubert Maga, Président du Conseil présidentiel, rappelle François Aplogan, le nomme, le 6 avril 1972, Président-directeur général de la Société de commercialisation et de crédit agricole du Dahomey et le charge de structurer cet établissement nouvellement créé. Mais le 26 octobre 1972, Mathieu Kérékou, chef d'état-major adjoint de l'armée, réalise un coup d’État, dissout le Conseil présidentiel ainsi que l'Assemblée nationale, et met fin au mandat de François Aplogan le 23 novembre 1972.

### Décès
Il meurt à l'âge de 65 ans des suites d'une opération chirurgicale, à Paris, le 8 avril 1983. Il est enterré à Allada le 18 avril.

## Distinctions et décorations
- Officier de l'ordre national du Dahomey (1963)[35].
- Commandeur de l'ordre national du Dahomey (1970)[36].